# Johann Balthasar von Herold
Johann Balthasar von Herold (* in Breslau ?; begraben 28. Mai 1727 in Nürnberg) war ein deutscher Glockengießer und Geschützgießer.
Herold wurde als Sohn von Hans Georg Herold geboren. Er war evangelischer Konfession. Seinem Vater und dessen Brüdern wurde am 16. März 1654 von Ferdinand III. ein Adelsbrief verliehen. Am 16. Juli 1695 heiratete er Maria Magdalena († 1709), Tochter des Güterbestatters Lorenz Sensheimer. Nach dem Tod seiner ersten Frau heiratete er am 27. Juni 1711 Barbara Magdalena (begraben 1732), Tochter des Sattlers Johann Serz. Mit Christian Viktor Herold hatte er einen Sohn aus erster Ehe.
Herold übernahm 1693, nach dem Tod seines Onkels Wolf Hieronymus Herold, dessen Gießhütte. Im selben Jahr wurde er Meister. Er goss viele Glocken in Mittelfranken, Oberfranken, Württemberg und in der Oberpfalz. Seine Glocken goss er im Stil der Familie. Darüber hinaus goss er Kanonen. 1708 goss er die Nürnberger „Monatsrohre“.
Etwa 40 Glocken sind noch in Mittelfranken erhalten, 3 im Kreis Nördlingen und mehrere in der Oberpfalz und in Oberfranken. Bis etwa 1700 verwendete er einen Akanthusblätterfries. Danach verwendete er die Spitzenfriese seines Stiefgroßvaters Leonhard Löw.
Sein Grab (Nr. 184) ist auf dem Johannisfriedhof. Das Epitaph ist auf 1700 datiert.